# Czesław Elzanowski
Czesław Elzanowski (ur. 12 maja 1950) – polski samorządowiec i zootechnik, doktor nauk rolniczych, w latach 2010–2014 członek zarządu województwa pomorskiego IV kadencji.

## Życiorys
Absolwent zootechniki na Akademii Rolniczej w Szczecinie. Kształcił się też w zakresie zarządzania w Wyższej Szkole Bankowej w Gdańsku, a w 2008 zdał egzamin dla członków rad nadzorczych spółek Skarbu Państwa. W 2004 doktoryzował się w zakresie zootechniki na Wydziale Biotechnologii i Hodowli Zwierząt Akademii Rolniczej w Szczecinie podstawie pracy pt. Wpływ dodatku selenu organicznego i witaminy E na przydatność rozpłodową młodych knurów. Pełnił funkcję prodziekana Wydziału Gospodarki Przestrzennej, Geodezji i Kartografii Wyższej Szkoły Inżynierii Gospodarki w Słupsku. Został członkiem Polskiego Towarzystwa Zootechnicznego oraz Stowarzyszenia Inżynierów i Techników Rolnictwa. Pracował w Urzędzie Marszałkowskim Województwa Pomorskiego i Pomorskim Ośrodku Doradztwa Rolniczego (w ramach oddziału w Strzelinie i jako kierownik działu w słupskim oddziale). Zajmował się także prowadzeniem programów szkoleniowych z zakresu organizacji i marketingu w agrobiznesie.
Zaangażował się w działalność polityczną w ramach Polskiego Stronnictwa Ludowego. 
Bez powodzenia kandydował do sejmiku pomorskiego w 2010, mandat uzyskał w 2014 (w 2018 brak reelekcji). Ponadto wystartował do Sejmu w 2011, 2015 i 2019 z listy PSL oraz do rady miejskiej Słupska z ramienia lokalnego komitetu. 6 grudnia 2010 powołany na członka zarządu województwa pomorskiego. Zakończył pełnienie funkcji wraz z całym zarządem 2 grudnia 2014.